# Luiz Gonzaga Milioli
Luiz Gonzaga Milioli (Criciúma, 2 de julho de 1950) é um treinador de  futebol brasileiro.

## Carreira
Formado em Educação Física, começou sua carreira em 1983, como treinador de goleiros do Criciúma Esporte Clube, onde trabalhou com grandes nomes como Levir Culpi e Luís Felipe Scolari. Em seguida, assumiu a função de preparador físico, para então passar a treinar a equipe de juniores. Posteriormente assumiu o comando da equipe principal, na qual ganhou vários títulos estaduais.
Após sua saída do Criciúma, o treinador teve passagens por várias equipes de destaque no futebol catarinense, entre as quais o Avaí, o Tubarão e o Atlético de Ibirama. Também teve rápidas passagens pelo exterior, em times do Qatar e da China.Desde 2005, voltou a trabalhar no Criciúma, novamente como treinador dos juniores e interino, onde assumiu em 2 jogos do Campeonato Catarinense de 2010.
Em 2011 foi contratado pelo Joinville. Onde primeiro assumiu os juniores, depois foi efetivado a ser comandante da equipe principal.

## Outras funções
- Criciúma (1983-1984) - treinador de goleiros
- Criciúma (1984-1985) - preparador físico
- Criciúma (1986-1987) - treinador de goleiros

## Títulos
Criciúma
- Campeonato Catarinense: 1990, 1991, 1993, 1994 e 1995
- Copa do Brasil: 1991

Avaí
- Campeonato Catarinense: 1997